# Confessions d'un laveur de carreaux
Pour plus de détails, voir Fiche technique et Distribution.
Confessions d'un laveur de carreaux (Confessions of a Window Cleaner) est une comédie érotique américano-britannique réalisée par Val Guest et sortie en 1974.
À l'instar des autres films de la série Confessions : Confessions amoureuses d'un batteur de charme (en), Confessions d'un moniteur d'auto-école (en) et Confessions d'un moniteur de club de vacances (en), il s'agit des aventures érotiques de Timothy Lea, basées sur les romans écrits sous ce nom par Christopher Wood. Chaque film met en scène Robin Askwith (en) et Anthony Booth.

## Synopsis
L'optimiste et inepte Timothy Lea est fraîchement employé par son beau-frère Sid comme laveur de vitres. Sid étant un futur père, il compte sur Timmy pour « satisfaire » pleinement ses clients, sans se rendre compte que la tendance aux accidents de Timmy s'étend souvent à sa vie sexuelle avec ses clients. Timmy passe de femmes au foyer insatisfaites à un rendez-vous amoureux lesbien, tout en gardant un œil sur Elizabeth Radlett, un gendarmette qui ne veut rien savoir des avances sexuelles de Timmy. Il la demande en mariage, au grand dam de sa famille, sans savoir que la chance habituelle de Timmy aura une incidence sur le résultat.

## Fiche technique
- Titre français : Confessions d'un laveur de carreaux[1]
- Titre original italien : Confessions of a Window Cleaner[2]
- Réalisateur : Val Guest
- Scénario : Christopher Wood, Val Guest
- Photographie : Norman Warwick (en)
- Montage : Bill Lenny
- Musique : Sam Sklair
- Décors : Robert Jones
- Costumes : Masada Wilmot
- Maquillage : Tony Sforzini
- Production : Michael Klinger, Greg Smith, Norman Cohen, David Begelman, Leo Jaffe
- Société de production : Swiftdown Production, Columbia Pictures
- Pays de production :  Royaume-Uni -  États-Unis
- Langue originale : anglais
- Format : Couleur par Eastmancolor - 1,85:1 - Son mono - 35 mm
- Durée : 90 minutes (1 h 30)
- Genre : Comédie érotique
- Dates de sortie :
  - Royaume-Uni : 16 août 1974
  - États-Unis : 8 novembre 1974
  - France : 25 mai 1983[1]

## Distribution
- Robin Askwith (en) : Timothy Lea
- Anthony Booth : Sidney Noggett
- Bill Maynard (en) : M. Lea
- Dandy Nichols (en) : Mme Lea
- Sheila White (en) : Rosie Noggett
- Linda Hayden : Elizabeth Radlett
- John Le Mesurier : Inspecteur Radlett
- Richard Wattis : Le père de Carole
- Joan Hickson : Mme Radlett
- Melissa Stribling : Mme Villiers
- Sam Kydd (en) : Le premier déménageur
- Lionel Murton (en) : Le propriétaire de Brenda
- Katya Wyeth : Carole
- Sue Longhurst (en) : Jacqui Brown
- Anita Graham : Ingrid
- Brian Hall (en) : Le second déménageur
- Robert Longden (en) : L'apprenti